# Ulrich de Bohême
 (novembre 2022).
Si vous disposez d'ouvrages ou d'articles de référence ou si vous connaissez des sites web de qualité traitant du thème abordé ici, merci de compléter l'article en donnant les références utiles à sa vérifiabilité et en les liant à la section « Notes et références ».
Ulrich, dit aussi Udalric (en tchèque : Oldřich), né vers 970 et mort le 9 novembre 1034, est un prince de la dynastie des Přemyslides, fils du duc Boleslav II de Bohême. Il est duc de Bohême de 1012 à 1033 et à nouveau en 1034 jusqu'à sa mort. C'est sous son règne que se consolida le duché et il a réussi jusqu'en 1029 à reconquérir la Moravie occupée par les Polonais.

## Biographie
Ulrich est le troisième fils de Boleslav II dit le Pieux, duc de Bohême depuis 972 (ou 967), et de sa seconde épouse Emma, possiblement identique à Emma d'Italie, fille du roi Lothaire II. Après la mort de son père en 999, son demi-frère aîné Boleslav III prend le pouvoir ; cependant, les trois fils de Boleslav II ont entrés très vite en conflit, de sorte que Ulrich et son frère Jaromir ont dû fuir à la cour du duc Henri de Bavière à Ratisbonne avec leur mère. 
Vers la moitié de l'année 1002, une insurrection éclate en Bohême et le duc Boleslav III lui-même doit s'enfuir à la cour de son cousin Boleslas Ier de Pologne. Boleslas tente d'imposer le noble Vladivoj comme souverain de Bohême. Quand ce prince décéda peu de temps après, Jaromir et Ulrich ont reçu un appel de la noblesse bohémienne et ils revinrent à Prague. Quelques jours plus tard, toutefois, les forces de Boleslas Ier occupent la Bohême et le duc Boleslav III, rétabli avec l'aide polonaise, se venge sauvagement de l'aristocratie. Il perdit ainsi tout appui et Boleslas Ier se proclame lui-même ensuite duc, ce qui allait provoquer l'intervention de Henri de Bavière, désormais élu roi des Romains. Lors de sa campagne en Bohême, Jaromir est nommé l'héritier légitime du trône et prend le pouvoir en tant que duc en 1004. 

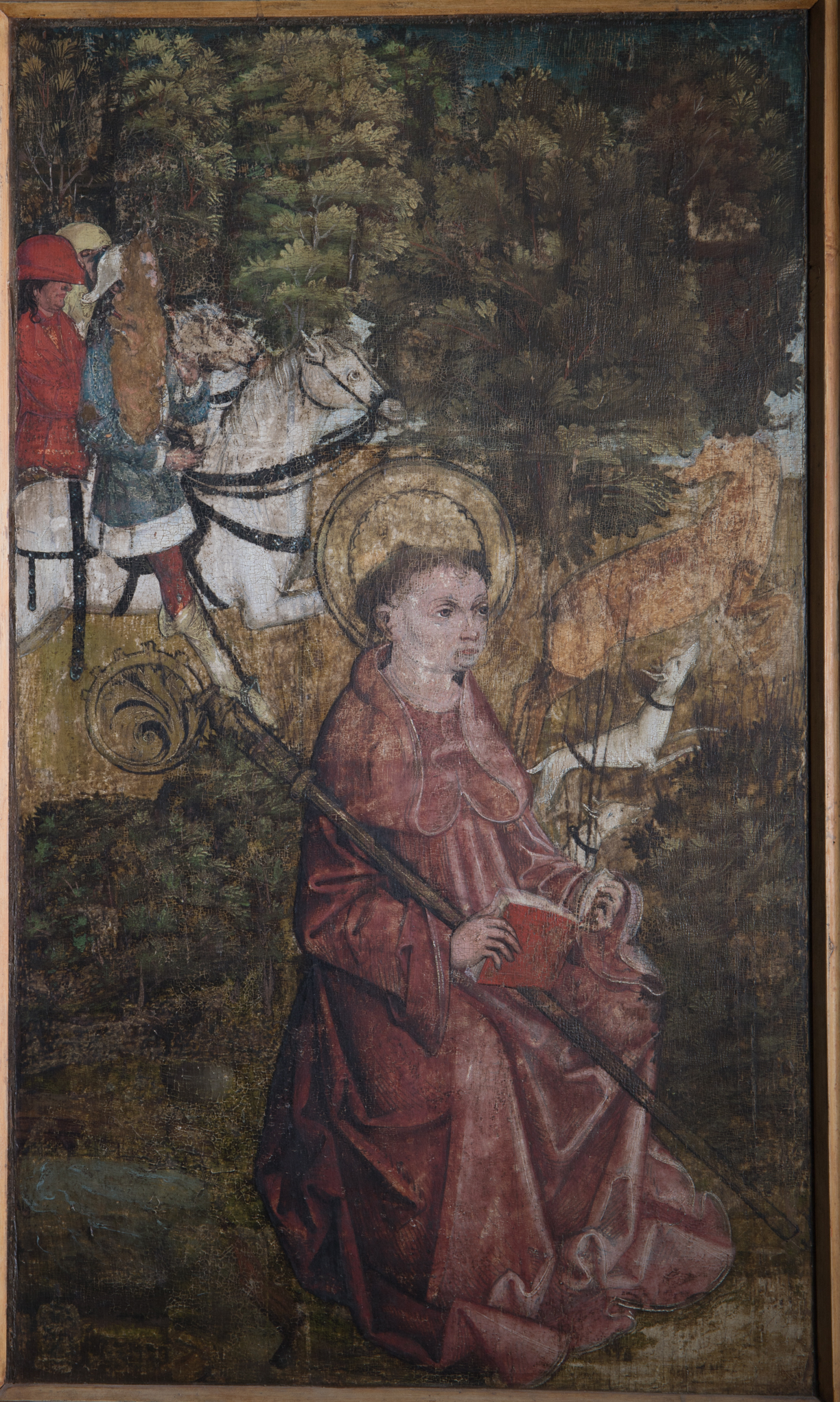
Rencontre entre Ulrich et saint Procope (XVe siècle), autel de la chapelle du château de Hluboká.

Le litige entre les frères, toutefois, continue. Le 12 mai 1012, Ulrich s'empare du pouvoir et reconnaît la suzeraineté du roi Henri II. Jaromir, détrôné et châtré par son frère cadet, doit fuir vers la cour de son ancien ennemi en Pologne pour sauver sa vie. Ulrich réussit temporairement à s'imposer face aux nobles et à consolider l’État sous sa tutelle. En 1024, il soutient la désignation de Conrad II le Salique en tant que nouveau roi des Romains. Sous la protection d'Ulrich, saint Procope édifie le monastère de Sázava, dont il devient le père-abbé. 
Malgré sa dépendance à l'égard du Saint-Empire, le duc a suivi une politique étrangère autonome. À partir de 1019, il prend des mesures afin de reconquérir la Moravie occupée par les troupes de Boleslas Ier de Pologne depuis 999. Durant l'ultime campagne de 1029 contre les Polonais, le contingent bohémien conduit par Bretislav, fils d'Ulrich, recouvre les villes autrefois enlevées et a été nommé prince de Moravie. 
Néanmoins, les efforts du jeune prince Bretislav pour reprendre également la Slovaquie, en prêtant main-forte à Conrad II contre les Hongrois, échouent en 1030. De plus, les forces bohémiennes refusent de participer à la campagne contre Mieszko II de Pologne l'année suivante, provoquant inévitablement le mécontentement de l'empereur. En 1032, Ulrich, invité à la diète de Mersebourg, n'y paraît pas. Cette abstention déchaîne la colère de Conrad II qui, obligé d'intervenir en Bourgogne, charge son fils, le duc Henri VI de Bavière — futur Henri III du Saint-Empire — de procéder à la punition du récalcitrant. Ulrich se soumet et est envoyé en Bavière. Son fief confisqué est remis de nouveau à son frère Jaromir.
Toutefois, à Pâques 1034, Ulrich se présente à Mersebourg et se voit enjoindre d'exercer avec son frère Jaromir une suzeraineté conjointe sur la Bohême. Il en résulte une effroyable anarchie. De retour en Bohême, Ulrich aveugle son frère le duc, chasse même son fils de Moravie mais meurt brusquement le 9 novembre. Jaromir, l'aîné de la famille maintenant mutilé, renonce alors à la succession et soutient son neveu Bretislav, fils d'Ulrich, avant d'être cruellement assassiné le 4 novembre 1035 par un membre de la famille aristocratique des Vršovci.

## Union et descendance

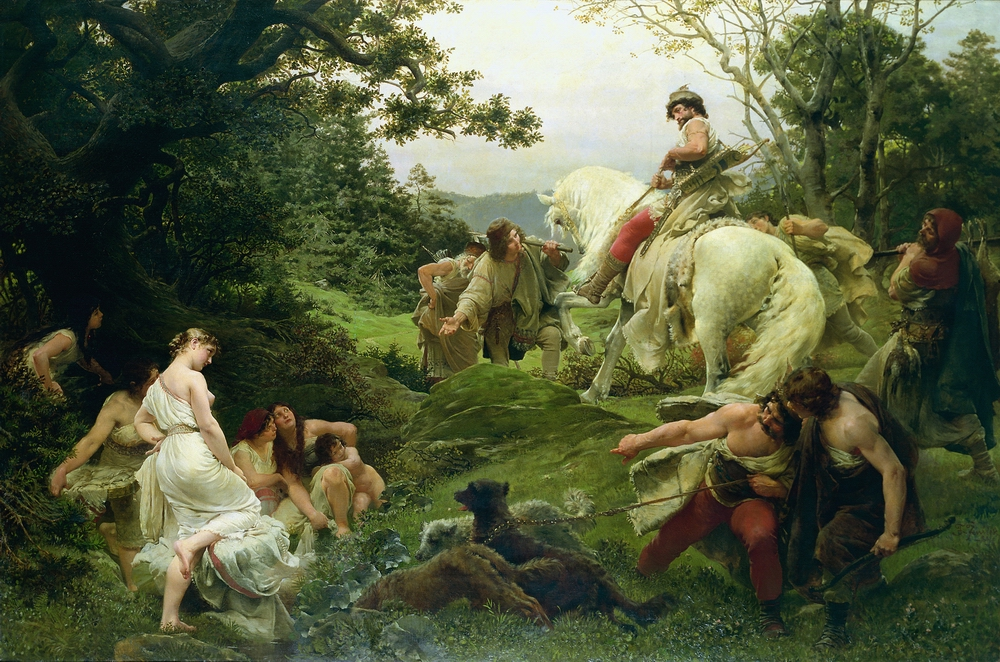
Oldřich et Božena, peinture de František Ženíšek (1884).

Ulrich était marié ; toutefois, l'identité de sa première épouse (Juta?) est inconnue. Ce mariage reste sans enfant. Il a une relation avec une jeune femme d'origine paysanne, Božena, qui lui donne un fils, Bretislav. 
Selon la chronique de Cosmas de Prague, le duc était à la chasse dans les forêts de Peruc lorsqu'il découvre la belle Božena faisant la lessive. Cette rencontre romantique est la source d'inspiration de nombreuses œuvres littéraires, artistiques et musicales, notamment au XIXe siècle.